# Lukula (Kongo central)
Pour les articles homonymes, voir Lukula.
Lukula est une localité, chef-leu du territoire éponyme de la province du Kongo Central en république démocratique du Congo.

## Géographie
La cité est située sur la route nationale RN 12, à  147 km au nord-ouest du chef-lieu de la province, Matadi.

## Histoire
La construction du Chemin de fer du Mayombe au départ de Boma, atteint Lukula en 1901, elle atteint Tshela en 1914. Lukula est chef-lieu de territoire depuis 1955. La ville est reliée par chemin de fer à Boma et à Tshela jusqu'au démantèlement de la ligne en 1984.

## Administration
Chef-lieu territorial de 12 439 électeurs recensés en 2018, elle a le statut de commune rurale de moins de 80 000 électeurs, elle compte 7 conseillers municipaux en 2019.

## Société
Chef-lieu d'une zone de santé la ville est dotée d'un hôpital de référence.

## Cultes
La localité est le siège de la paroisse catholique Sainte-Thérèse-de-l'Enfant-Jésus de Lukula, fondée en 1944, elle fait partie de la doyenné de Lukula du diocèse de Boma.

## Économie
Au milieu des années 1920-1930 est construite à Lukula la première usine de fabrication de ciment du Congo. La proximité de champs d'argile, de collines de calcaire, d'une petite rivière (Lukula (rivière du Mayombe)) permettait cette fabrication.